# Волотовские Озерки
Волотовские Озерки — деревня Большепоповского сельсовета Лебедянского района Липецкой области.

## География
Деревня расположена южнее деревни Волотовские Дворики и соединена с ней просёлочной дорогой, выходящей севернее Волотовских Двориков на автомобильную дорогу, которая, в свою очередь, выходит на автодорогу 42К-079.
Через Волотовские Озерки протекает река Павелка.

## Население
| 2010 |
| ---- |
| 1    |